# ديف كافاناف
ديف كافاناف (بالإنجليزية: Dave Cavanaugh)‏ هو منتج أسطوانات وملحن وموسيقي أمريكي، ولد في 13 مارس 1919 في سانت بول في الولايات المتحدة، وتوفي في 31 ديسمبر 1981.

## وصلات خارجية
- ديف كافاناف على موقع ميوزك برينز (الإنجليزية)
- ديف كافاناف على موقع أول ميوزيك (الإنجليزية)
- ديف كافاناف على موقع ديسكوغز (الإنجليزية)